# Lawrio
Lawrio (gr. Λαύριο) – miejscowość w Grecji, w administracji zdecentralizowanej Attyka, w regionie Attyka, w jednostce regionalnej Attyka Wschodnia. Siedziba gminy Lawreotiki. W 2011 roku liczyła 7078 mieszkańców. Ośrodek przemysłowy, port morski, na wybrzeżu Morza Egejskiego. Teren bogaty w surowce geologiczne. Historyczny ośrodek górnictwa i przetwarzania rud metali, aktywny od III tysiąclecia p.n.e. Ośrodek ruchu turystycznego i żeglarstwa.

## Okres starożytny
Mieściła się tu część ateńskiego przemysłu. Z początków 3 tys. p.n.e. pochodzi istniejąca do dziś miejscowość Torikos (Θορικός), aktualnie w granicach Lavrio. Obróbkę metali prowadzono w niej od co najmniej od 1,9 tys. lat p.n.e.,  Najstarsze, odkryte dotychczas w okręgu Lawrio, stanowiska górnicze służyły pozyskiwaniu rud miedzi. Wydobywano też ołów, wykorzystywany w budownictwie, do łączenia ze sobą marmurowych elementów oraz srebro, z którego bito attyckie drachmy, greckie, a później także rzymskie, produkowane tu na zamówienie państwowe. Lawrio było głównym ośrodkiem produkcji tych monet, powszechnie używanych w całym obszarze Morza Śródziemnego. Przetwarzano stopy metali, produkując z nich broń, narzędzia, elementy architektury i elementy konstrukcyjne statków. W V wieku p.n.e. wykorzystywano w tym celu pracę 15.000 robotników, w IV w. p.n.e. było ich 10.000. Większość zatrudnionych stanowili niewolnicy i skazańcy. Trzykrotnie, w roku 413 p.n.e., 130 p.n.e. i w 103 p.n.e. wybuchały powstania przymusowych robotników. Na pobliskim Przylądku Sunion istniała ważna strażnica marynarki wojennej, z zapleczem stoczniowym.

## Lawrio w XIX i XX wieku
Nieczynny w okresie zaboru tureckiego, okręg górniczo-przemysłowy ożył ponownie w XIX wieku, po odzyskaniu przez Grecję niepodległości. Oprócz górnictwa, z pomocą państwa rozwinięto tu grecki przemysł zbrojeniowy, obecny do dziś. W wydzierżawionych Francuzom kopalniach, panowały drastycznie złe warunki pracy, a protesty górników tłumiono z użyciem znacznych sił wojskowych 

W 1896 roku, podczas największego ze strajków, żądano: 
- podwyżki płac
- zobowiązania kopalni do stosowania takich środków zabezpieczeń pod ziemią, by zatrzymana została fala wypadków śmiertelnych.
- likwidacji pracy w niedziele.
- opłacania robotników bezpośrednio przez kopalnię, a nie przez pośredników – podwykonawców
- założenia szpitala i apteki

W trakcie tłumienia strajków zdarzały się ofiary śmiertelne, wielu było rannych, jednocześnie wprowadzano jednak nieznaczne podwyżki płac.
Po zakończeniu wydobycia, powstał Geologiczny Park Narodowy Sunion – Lawrio, m.in. obejmujący ponad 5 tysięcy sztolni i ze stanowiskami udostępnionych do zwiedzania odkrywek archeologicznych, starożytnej produkcji przemysłowej. Możliwy jest dojazd samochodem. W latach 80 XX w., po wejściu Grecji do Unii Europejskiej i w jego efekcie głębokiej deindustrializacji Grecji, Lawrio przeżyło upadek. Bezrobocie osiągnęło wtedy ok. 80% – najwięcej w Grecji.

## Historyczne linie kolejowe
W roku 1885, ukończono, trwającą 3 lata budowę wąskotorowej linii kolejowej Lavrio - Agioi Anargiroi (obecnie dzielnica Aten), krzyżującej się z kilkoma innymi liniami, w tym z główną trasą przewozu pasażerów, ówcześnie także z trakcją parową, obecnie ateńskiego metra, "zieloną" linią nr 1 "Ilektrikos". Linia należała do przedsiębiorstwa Koleje Attyckie - Αττικοί Σιδηρόδρομοι (1885-1926).
W roku 1887, też po 3 latach prac, Lawrio i leżące po drodze liczne letniska połączyła z Atenami szynowa, parowa komunikacja publiczna, prekursor linii tramwajowych. Prowadzona nadmorską, znacznie dłuższą trasą, co skróciło przejazd tędy z 8 do 4 godzin. Od roku 1926 linie te były elektryfikowane

Aktualnie, w Ziemi Lawryjskiej, linie kolejowe nie działają. Pozostały pamiątki architektoniczne i wagon pasażerski, przy dawnej stacji Lawrio - Port.

## Lawrio współczesne
Powstał morski terminal kontenerowy. Prócz kontenerowców, cumują tu promy pasażersko-towarowe, bardzo liczne jachty turystyczne, oferowane są loty wodnosamolotów. Nowe stocznie remontowe specjalizują się w obsłudze małych jednostek cywilnych i straży granicznej. Starą część portu w 2004 r. przebudowano na olimpijską marinę jachtową. Powstało wiele osiedli tzw. "drugich domów", czyli charakterystycznych dla Grecji zespołów pełnowartościowego, często luksusowego budownictwa weekendowego. Nowy gazociąg z Rosji zasila rozbudowaną niedawno elektrownię, przystosowaną do odbioru gazu także drogą morską. Powstał wiatrowy park energetyczny. Miasto liczy znacznie mniej mieszkańców, niż w wiekach uprzemysłowienia, toteż większość obiektów wyburzono, część przebudowano, zmieniając ich funkcje. Rozbudowano Zespół Szkół Technicznych, dobrze notowany w greckim rankingu skuteczności kształcenia. Aktualnie (2010) przebudowywany jest rynek. Dzięki unijnym programom aktywizacji, turystyce i żeglarstwu, patronatowi i inwestycjom własnym politechniki ateńskiej, produkcji wojskowej oraz specjalnej strefie ekonomicznej, powrócił rozwój.  Do lat 80. XX w. docierała tu kolej wąskotorowa. W 2004 wybudowano w jej miejsce trasę szybkiego ruchu, skomunikowaną z lotniskiem Eleftherios Venizelos i Attyką, dzięki autostradzie Attiki Odos, a przez nią także z główną grecką autostradą Ethniki Odos no.1. Zachowana w Lawrio infrastruktura górnicza kusi powtórzeniem szeroko tu dyskutowanego sukcesu Wieliczki. Greckie delegacje odwiedzały w tym celu Kraków, opracowano plany, na razie pozostające w sferze projektów.

## Muzea i zabytki
Kierując się tu z Aten, w bezpośrednim sąsiedztwie elektrowni i elektrowni wiatrowej, dostępne są odkrywki archeologiczne – z trasy szybkiego ruchu widoczne są amfiteatr z około 425 p.n.e. i mieszczące się tuż obok płucznie (instalacje wzbogacania rudy), także z V w. p.n.e.  Wraz z odsłanianymi fundamentami świątyń, ulic, mostów itp. należały do zespołu miejskiego Torikos. Po drugiej stronie tej grupy wzgórz, odsłonięto grobowce szybowe, okresu mykeńskiego Torikos. Rozległe muzeum przemysłu, zwane Parkiem Przemysłowym Lawrio, położone przy wjeździe do miasta, ma status obiektu dydaktycznego politechniki ateńskiej. Zwiedzanie możliwe jest w trakcie imprez masowych lub w uzgodnieniu z uczelnią. Następnie, w stronę centrum, zaciekawienie turystów budzi park miejski, obsadzony sędziwym lasem palmowym, najstarszy tego typu park Grecji, pomnik przyrody. Tuż za nim, niewielkie, państwowe, archeologiczne Muzeum Lawrio prezentuje znaleziska okresu starożytności, m.in. wyposażenie i mozaikowe posadzki domostw, z okresu rzymskiego. Jako budownictwo, istnieje jeszcze w okolicy sporo rozległych, XIX-wiecznych obiektów przemysłowych. W porcie morskim, dostępna od strony miasta, zachowała się – choć w złym stanie – jedna z XIX-wiecznych kratownicowych konstrukcji stalowych, służących załadunkowi statków. Dalej, tuż za portem jachtowym zachowały się starożytne oraz XIX wieczne piece hutnicze. Działają muzea geologiczne w Lawrio i górnicze w pobliskim Agios Konstantinos, prezentujące zbiory minerałów. W Agios Konstantinos są one widowiskowo wyeksponowane, na terenie budynku, mieszczącego napęd nieczynnego już szybu Kamariza, kopalni rud srebra i ołowiu, dawniej także miedzi, Z bliska zapoznać można się z konstrukcją szybu, pozostającą niestety w złym stanie technicznym. Obok – pomnik zastrzelonych przez policję górników, z robotniczych protestów, z przełomu wieków XIX i XX. W dolinie poniżej pomnika dobrze zachowany tunel kolejki górniczej. 
Znaczny ruch turystyczny przyciągają odległe o 5 km ruiny świątyni Posejdona, w pobliskim Sunion – drugiej, najchętniej po Partenonie fotografowanej, świątyni w Grecji. Pomiędzy Lawrio i Sunio rozciąga się park geologiczny, przecięty drogami, w tym jedną o utwardzonej nawierzchni, a jego stare sztolnie przyciągają speleologów. Za Sunio, podążając do Aten drogą nadmorską, miniemy jeden z najpiękniejszych fragmentów attyckich wybrzeży. Teren nosi liczne ślady działalności wulkanicznej. Istnieje popularna, widowiskowo położona u stóp klifu dzika plaża, na cyplu w Legrena, odległym o 4,2 km od skrzyżowania w Sunion. Przy szosie miniemy też oznakowane, archeologiczne tereny Sunio (odrębne od twierdzy i kręgu świątynnego), z niewielkimi pomieszczeniami muzealnymi.

## Współpraca
- Mangalia, Rumunia